# Arata Kodama
Arata Kodama (jap. 児玉 新 Kodama Arata; ur. 8 października 1982) – japoński piłkarz występujący na pozycji obrońcy.

## Kariera klubowa
Od 2001 do 2013 roku występował w klubach Gamba Osaka, Kyoto Purple Sanga, Shimizu S-Pulse, Cerezo Osaka i Oita Trinita.